# Brewka

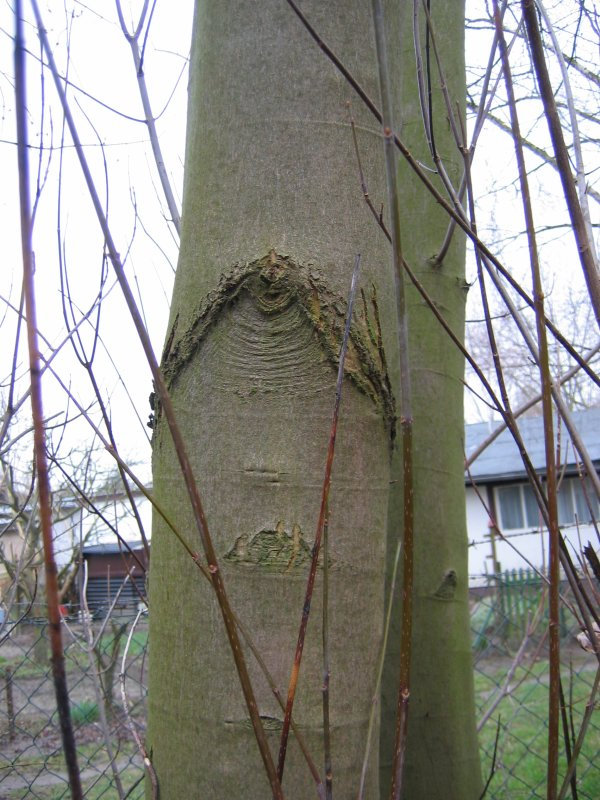
Kora klona srebrzystego z brewką

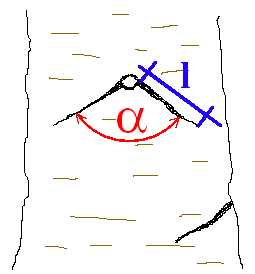
Schemat brewki i elementy pomiarowe
α- kąt rozwarcia
l- długość brewki

Brewka, brewki – wada drewna z grupy sęków zarośniętych. Są to symetryczne pasma ukośnych zmarszczeń kory, biegnące stycznie do okrągłej, owalnej lub trójkątnej blizny, zakrywającej zrośnięty sęk. Od kory pnia różnią się (najczęściej) ciemniejszym zabarwieniem.
Brewki występują głównie na drzewach o cienkiej i gładkiej korze gatunków liściastych.
Na podstawie długości brewek można w przybliżeniu określić długość i średnicę sęka: im brewki są dłuższe, tym dłuższy sęk i jego średnica. Na podstawie kąta rozwarcia brewek można wnioskować o średnicy, długości i głębokości zalegania sęka: im kąt jest większy, tym głębokość zalegania jest większa. Cechy te stanowią m.in. o wycenie drewna okrągłego. U brzozy długość jednego ramienia brewki w centymetrach odpowiada w przybliżeniu średnicy sęka w milimetrach.